# Jarocin, Warmińsko-Mazurskie
Jarocin [jaˈrɔt͡ɕin] (tiếng Đức: Herzogswalde)  là một ngôi làng ở quận hành chính của Gmina Braniewo, trong huyện Braniewski, Warmińsko-Mazurskie, ở miền bắc Ba Lan và gần biên giới với Kaliningrad của Nga. Nó nằm khoảng 17 kilômét (11 mi) về phía đông của Braniewo và 75 km (47 mi) phía bắc thủ đô khu vực Olsztyn.

Ngôi làng có dân số 180 người. 
1. ↑  M. Kaemmerer (2004). Ortsnamenverzeichnis der Ortschaften jenseits von Oder u. Neiße (bằng tiếng Đức). ISBN 3-7921-0368-0.
2. ↑  "Central Statistical Office (GUS) - TERYT (National Register of Territorial Land Apportionment Journal)" (bằng tiếng Ba Lan). ngày 1 tháng 6 năm 2008.